# Erima Harbour
Der Erima Harbour (in der deutschen Kolonialzeit Erimahafen genannt) ist eine kleine Bucht im Innern der Astrolabe Bay in der Provinz Madang von Papua-Neuguinea. Sie ist damit Teil der Bismarcksee.

## Allgemeines
Die Bucht liegt an der westlichen Küste der Astrolabe Bay und ist etwa drei Kilometer breit und reicht etwa einen Kilometer tief ins Land hinein. Am äußeren nördlichen Punkt der Bucht liegt die für die Bucht namensgebende Siedlung Erima, am äußerst südlichen die Siedlung Bogadjim. Etwas weiter südlich lag die in der deutschen Kolonialzeit bedeutende Handelsstation Stephansort mit umfangreichen Pflanzungen, die sich zwischen diesem Ort und Bogadjim erstreckten. In der Bucht lag zu dieser Zeit die Reede über die die Ausfuhr der Plantagenerzeugnisse erfolgte.

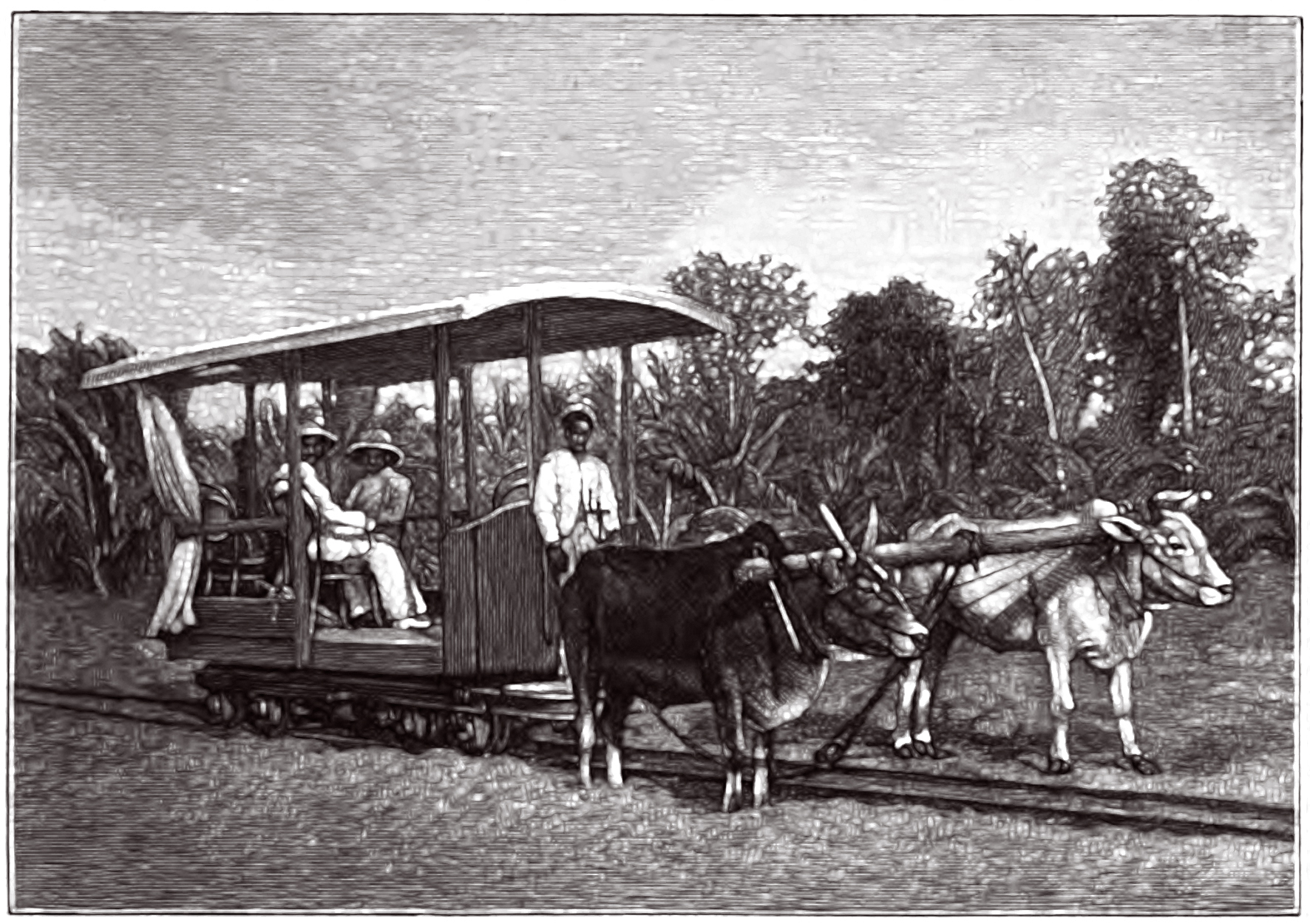
Die Ochsenbahn in Stephansort um 1902.

Zum Warentransport existierte neben recht gut ausgebauten Straßen auch eine mit Zebu-Ochsen betriebene Schmalspur-Feldbahn zwischen Stephansort, Bogadjim und der Reede von Erimahafen, die eine Spurweite von 0,6 Metern besaß. Die Ochsen konnten kostengünstiger eingesetzt werden als Zugmaschinen, die im tropischen Klima als sehr wartungsintensiv galten. Das für den Bau dieser Bahn notwendige Material wurde 1893 aus Deutschland importiert. In Erimahafen gab es am Ende des 19. Jahrhunderts neben Stapelplätzen unter anderem eine Dampfmaschine zum Betrieb der geernteten Baumwollgins. Dort waren auch die ersten Schienen zu den Pflanzungen gelegt worden. 1894 wurde die Weiterführung nach Stephansort geplant und kurze Zeit später ausgeführt.
1920 kam Neuguinea unter australische Mandatsverwaltung. Während des Zweiten Weltkriegs besetzte die japanische Armee Papua und errichtete um Bogadjim einen wichtigen Stützpunkt. In der Folge wurden die Einrichtungen und Infrastruktur in der Bucht im Zuge schwerer Luftangriffe durch die Fifth Air Force weitgehend zerstört. Am 13. April 1944 fand die Schlacht von Bogadjim statt, während der das 57./60. Infanteriebataillon der australischen Armee die Gegend um die Bucht eroberte. Anschließend übernahm Australien die Gegend erneut unter Mandatsverwaltung. 1975 wurde sie Teil des unabhängigen Staates Papua-Neuguinea.